# Brent Hilliard
Brent William Hilliard, född 13 april 1970 i San Gabriel i Kalifornien, är en amerikansk före detta volleybollspelare.
Hilliard blev olympisk bronsmedaljör i volleyboll vid sommarspelen 1992 i Barcelona.